# .tr
.tr – domena internetowa przypisana do Turcji.
Poddomena .nc.tr jest używana przez Cypr Północny.